# Karl Mang (Architekt)
Karl Mang (* 5. Oktober 1922 in Wien; † 5. September 2015 ebenda) war ein österreichischer Architekt.

## Leben

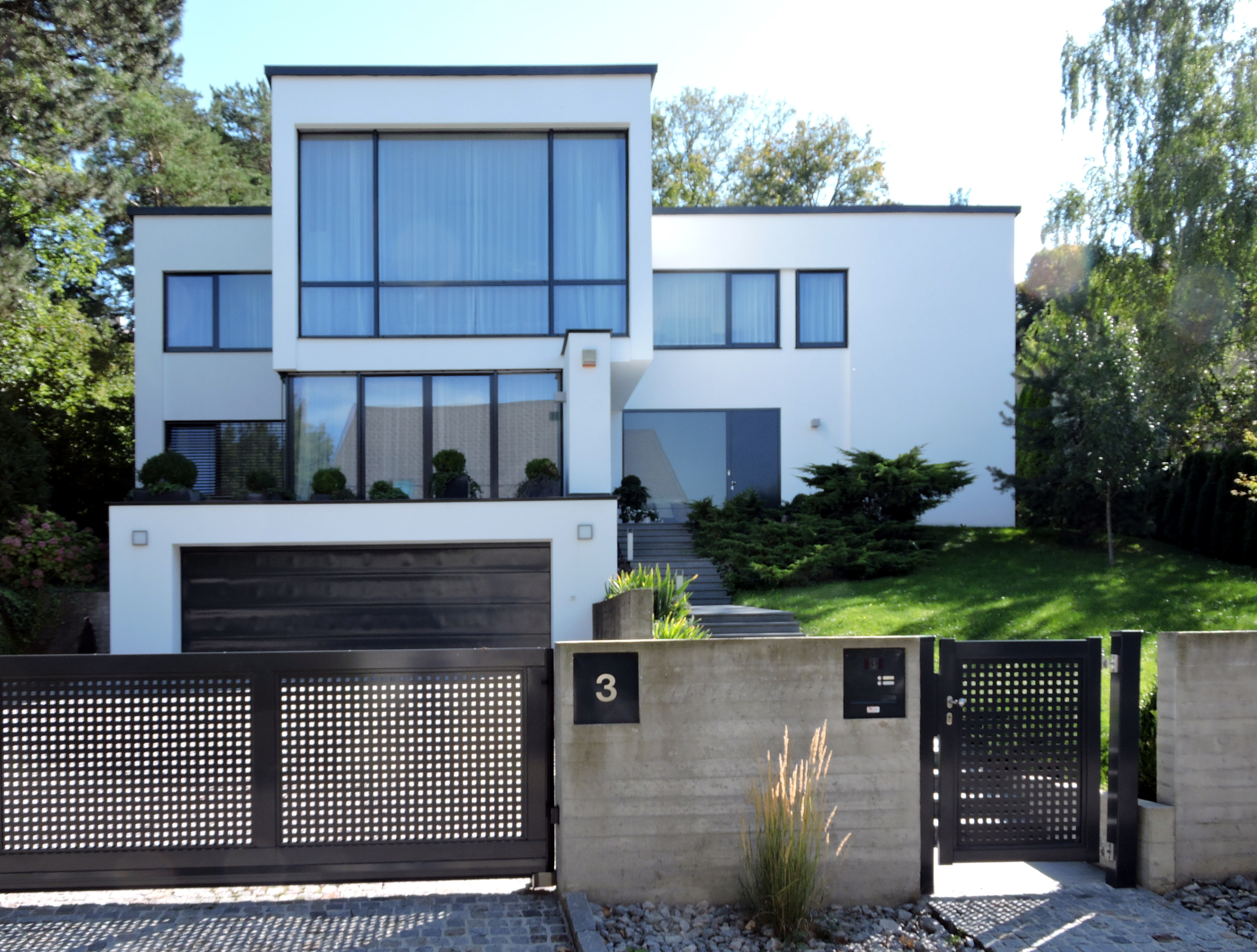
Villa in Klosterneuburg-Weidling

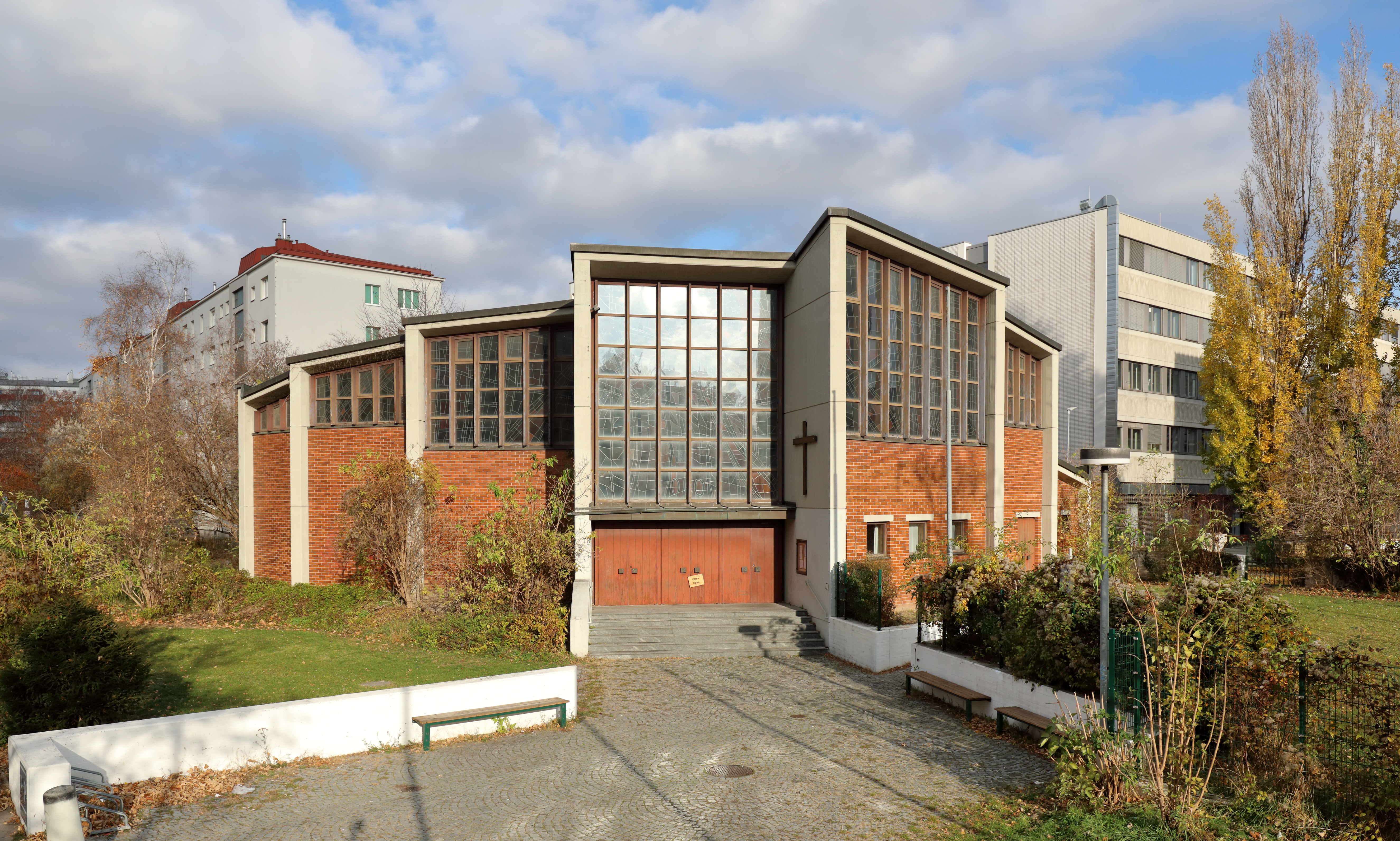
Pfarrkirche „Zum göttlichen Erlöser“, Brigittenau

Mang besuchte die Realschule in der Neustiftgasse und wurde nach der Matura zur deutschen Wehrmacht eingezogen. Aufgrund einer schweren Verwundung kehrte er 1944 nach Wien zurück und begann ein Studium an der Technischen Hochschule in Wien. Er wurde jedoch neuerlich eingezogen und konnte erst nach dem Zweiten Weltkrieg im Oktober 1945 bei Friedrich Lehmann sein Architekturstudium wieder aufnehmen. Nach Abschluss des Studiums war er von 1948 bis 1954 Assistent von Lehmann an der Hochschule. 1950 erhielt er vom italienischen Außenministerium ein Stipendium für einen Italienaufenthalt und wohnte dabei auf Vermittlung von Karl Holey im Österreichischen Kulturinstitut in Rom. Ab 1952 war Mang als freischaffender Architekt tätig. Von 1955 bis 1963 war er Lehrer an der Staatsgewerbeschule Mödling. Anschließend hielt er bis 1972 Vorlesungen an der Hochschule für angewandte Kunst in Wien. Von 1972 bis 1983 war er Präsident des Österreichischen Instituts für Formgebung. Im Jahr 1983 übte er eine Gastprofessur an der Staatlichen Akademie der bildenden Künste in Stuttgart aus. 1986 wurde er zum Mitglied des Denkmalbeirates ernannt.
Mit seiner Frau, der Architektin Eva Frimmel (1927–2000), war er im Bereich der Messe- und Ausstellungsarchitektur für innovative Gestaltung bekannt. Neben weltweiten Aufträgen für Ausstellungsgestaltungen wurde er auch in den 1980er Jahren mit der Neuaufstellung der Weltlichen und Geistlichen Schatzkammer des Kunsthistorischen Museums in der Wiener Hofburg betraut.
Mang war Ehrenmitglied des Wiener Künstlerhauses.

## Realisierungen
- 1971: Pfarrkirche Winzendorf in Winzendorf-Muthmannsdorf in Niederösterreich
- 1971: Pfarrkirche Winzendorf
- 1983: Pfarrkirche zum Göttlichen Erlöser in Wien-Brigittenau